# Nadim Donato
Nadim Elias Donato Filho GCMI (Muzambinho, 17 de junho de 1963), mais conhecido como Nadim Donato, é um empresário e gestor de entidades de classe. Atualmente é presidente do Sistema Fecomércio MG, Sesc, Senac e Sindicatos Empresariais.
Atua como comerciante, sendo proprietário de lojas no ramo de presentes, cama, mesa e banho em Belo Horizonte e região metropolitana. Geriu entidades patronais e assumiu a presidência da Fecomércio MG e dos conselhos regionais do Sesc e Senac em Minas em agosto de 2022. Foi membro do Exército Brasileiro e é graduado em Administração de Empresas.
Nadim Donato é creditado como responsável pela reconstrução da Federação do Comércio de Bens, Serviços e Turismo de Minas Gerais, entidade sindical de segundo grau que representa as empresas do setor e que gere os braços sociais do comércio em Minas Gerais, o Sesc e o Senac.

## Fecomércio MG
Em 2022, concorreu à presidência da Fecomércio MG, sendo eleito para a gestão 2022-2026 com apoio de 41 dos 44 presidentes de sindicatos filiados. Na época, destacou como objetivos da sua gestão a modernização da entidade e a integração com o Sistema S.
A entidade, fundada em 1938, é composta por sindicatos patronais de todo o estado e é uma das federações que fundaram a Confederação Nacional do Comércio, o Serviço Social do Comércio e o Serviço Nacional de Aprendizagem Comercial. Representa cerca de 740 mil empresas em Minas Gerais.

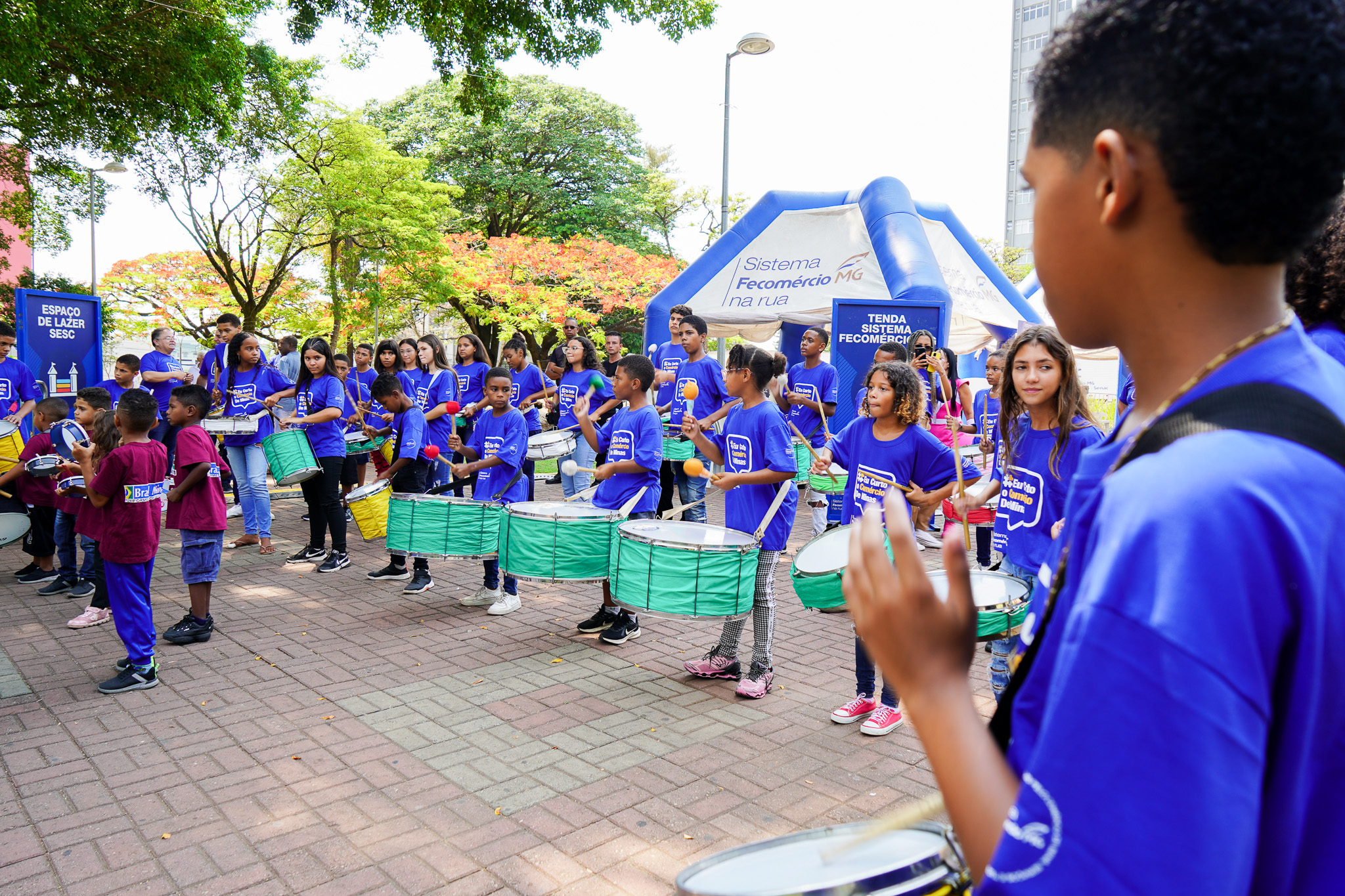
Apresentação musical de jovens na abertura do Fecomércio na Rua em Itaúna, outubro de 2023.

### Fecomércio na Rua
Com o objetivo de levar os serviços do Sistema Fecomércio MG para o interior do estado, Nadim Donato inaugurou, em março de 2023, o Fecomércio na Rua. Através de atividades itinerantes com carretas de atendimento móvel, são oferecidos serviços gratuitos de saúde, qualificação profissional, lazer e cultura em praças de cidades mineiras.
Até o momento, foram percorridas 20 cidades, entre elas Itaúna, Uberaba, Uberlândia, Teófilo Otoni, Governador Valadares, Divinópolis e Juiz de Fora. Para fomentar o turismo local nos municípios, o evento conta com grandes shows gratuitos que já tiveram como atração Paula Fernandes, Elba Ramalho, Almir Sater, Gian e Giovani, Zeca Baleiro, Leoni, Xande de Pilares e Falamansa.

### Inova Varejo
Além dos serviços voltados para a população em geral, Nadim Donato também inaugurou o Inova Varejo, em que é levado às cidades do interior um encontro exclusivo para empresários. O evento gratuito oferece palestras motivacionais, networking e aproximação com o Sistema Fecomércio MG.
Em Belo Horizonte, estabeleceu-se que o Inova Varejo acontece na data em que é comemorado o Dia Nacional da Micro e Pequena Empresa, 5 de outubro. Teve a sua primeira edição em 2023 no Minascentro e recebeu palestras de Miguel Falabella e Camila Farani. Em 2024, Nadim Donato participou do painel com Paulo Guedes, e a edição também contou com palestras de Mário Sérgio Cortella, Gabriela Prioli, Astrid Fontenelle e Giovanna Antonelli.
Na ocasião, são entregues homenagens a empresários. Em 2023, o empresário Modesto Araújo Neto, diretor-presidente da Drogaria Araújo, foi o primeiro homenageado com a Medalha do Mérito Comercial de Minas Gerais. Na segunda edição, o homenageado foi o presidente dos Supermercados BH, Pedro Lourenço de Oliveira.

Em 2024, na edição de Uberaba do Inova Varejo, Nadim Donato oficializou uma parceria inédita: a união institucional das três maiores federações do setor produtivo. A aproximação dos presidentes da Fecomércio MG, FIEMG e FAEMG teve como objetivo fortalecer a representação do empresariado mineiro no âmbito representativo, facilitando a escuta por parte do poder público. Os "Três F", como foi denominada a união, levou demandas da classe empresarial ao governador Romeu Zema em diferentes momentos.

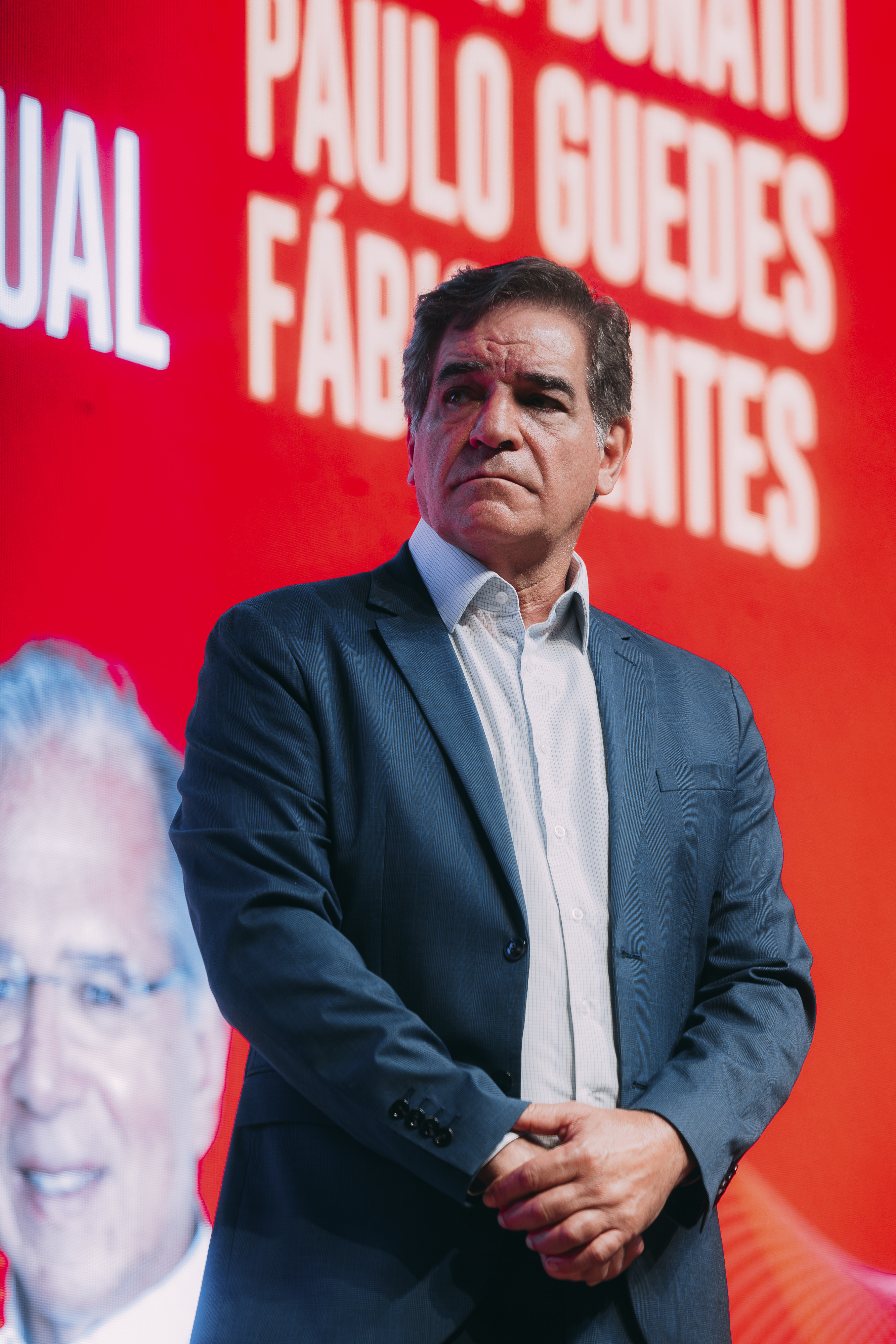
Nadim Donato no Inova Varejo BH (2024), no Minascentro.

### Impostos no Brasil
Durante o início das discussões da Reforma Tributária no Congresso Nacional, Nadim Donato foi um dos representantes da classe empresarial que estiveram próximos de parlamentares e com voz ativa na imprensa. Em março de 2023, entregou um documento preparado em conjunto com a CNC que questiona a previsão de aumentos na carga tributária ao coordenador do grupo de trabalho da reforma tributária da Câmara, deputado federal Reginaldo Lopes (PT).
Foi uma das lideranças na campanha pela equiparação dos impostos dos produtos importados de até U$50 em sites estrangeiros. Segundo o empresário, a disparidade de cobranças tributárias estabelece uma concorrência desleal, desfavorecendo o comércio brasileiro em comparação com plataformas como Shein e Shopee. 
Em 2023, lançou um movimento contra o aumento do ICMS em Minas Gerais, após a sinalização do governo estadual de aumento de 19,5% na alíquota do tributo. Outdoors com os dizeres "Não ao aumento do ICMS" foram espalhados pelo estado.
Em 2024, mobilizou deputados estaduais da ALMG na campanha pelo adiamento do pagamento do IPVA no estado de Minas Gerais. Após pedido da Fecomércio MG, parlamentares pautaram um projeto de lei que altera a data de vencimento do tributo. Anteriormente cobrado em janeiro, o imposto passou a ser cobrado em fevereiro e com possibilidade parcelamento em até três vezes. A iniciativa buscou conter a queda nas vendas do comércio durante o mês de janeiro.

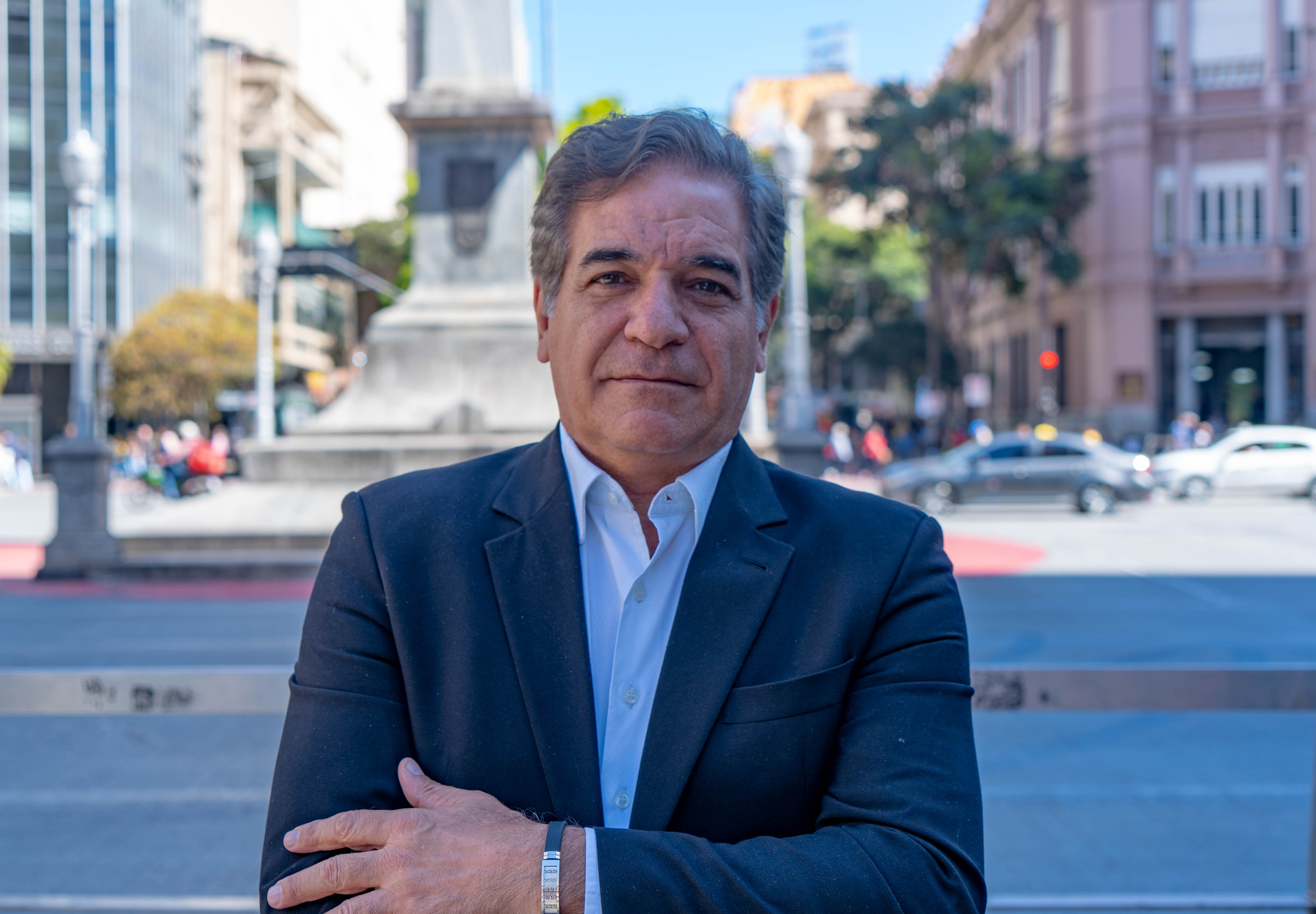
Nadim Donato na Praça Sete, em Belo Horizonte.

### Belo Horizonte
Em 2023, depois da baixa adesão de empresas privadas no patrocínio do Carnaval de Belo Horizonte, Nadim Donato anunciou o apoio da Fecomércio MG ao evento. Foram desembolsados R$ 2 milhões entre patrocínio direto para a Prefeitura, shows, qualificação de vendedores ambulantes e ações na Rodoviária de Belo Horizonte e do Aeroporto Internacional de Belo Horizonte. Segundo balanço da Empresa Municipal de Turismo de Belo Horizonte, o Carnaval de BH em 2023 recebeu 226 mil turistas, foram movimentados R$ 720 milhões na economia e gerou cerca de 20 mil empregos diretos e indiretos, entre eles 16 mil ambulantes.
No ano seguinte, a entidade apoiou novamente o Carnaval de Belo Horizonte, realizando investimentos com patrocínio direto à prefeitura, treinamento de vendedores ambulantes, ações de saúde, segurança, turismo e um trio elétrico com a temática voltada para os trabalhadores do comércio que recebeu show de É o Tchan!.
Uma parceria foi firmada com o poder público municipal para o uso oneroso do Centro de Atendimento ao Turista - Mercado das Flores, tradicional e histórico espaço do centro de Belo Horizonte, localizado ao lado do Parque Municipal. O local passou por obras de readequação e hoje é gerido pelo Sesc em Minas, fornecendo dicas e roteiros para visitantes da capital. A iniciativa fez parte do planejamento de requalificação do hipercentro da cidade.
Foi indicado, pelo então prefeito Fuad Noman, para o Conselho de Ética de Belo Horizonte, órgão consultivo que tem entre suas prerrogativas a fiscalização da conduta dos membros do alto escalão da PBH em consonância com o código de ética da administração pública.
Em 2025, realizou a primeira edição da Semana S, iniciativa nacional que tem como objetivo demonstrar a abrangência do Sistema Comércio em todas as capitais do país. No Expominas, foram realizadas ações para o público geral que contemplam saúde, lazer, conhecimento, cultura e emprego. Estima-se que o evento recebeu cerca de 40 mil pessoas, contou com um Feirão de Empregos com 10 mil vagas e shows com Raça Negra, Daniel, Barões da Pisadinha e Timbalada.
Em abril de 2025, recebeu a Medalha da Inconfidência, honraria concedida pelo Estado a personalidades e instituições que contribuem para o desenvolvimento de Minas Gerais e do país. Também foi condecorado com a Medalha Alferes Tiradentes, que reconhece militares e civis que contribuem de forma significativa para o aprimoramento e o reconhecimento da Polícia Militar de Minas Gerais, e pela Medalha de Ordem do Mérito Legislativo, concedida pela ALMG a pessoas e instituições que se destacam por serviços e iniciativas de relevância pública e de promoção da cidadania.

## Entidades de classe

### Sindilojas BH
Por mais de 12 anos, Nadim Donato foi presidente do Sindilojas BH, sindicato que representa o comércio lojista na capital mineira. Em 2011, criou o Movimento pela Agilização das Obras na Savassi (MAOS), que buscava chamar atenção do poder público municipal para os prejuízos causados ao comércio em decorrência do atraso nas obras de infraestrutura no bairro da região centro-sul de Belo Horizonte. Uma pesquisa da época apontou que as vendas caíram em 65% das lojas na região e 51 estabelecimentos fecharam devido ao atraso. Cerca de 500 comerciantes e funcionários de lojas se reuniram na Praça da Savassi, protestando com faixas, carros de som e uma banda.
Em 2014, Nadim Donato foi responsável pela organização de um protesto contra a alta carga tributária que reuniu cerca de 600 pessoas na Praça Tiradentes. Empresários exigiam a simplificação e a unificação dos impostos, além da diminuição da carga tributária, que na época era de 36,47% do PIB, para 30% em cinco anos. Na ocasião, manifestantes vestiram uma camisa com um desenho de uma corda no pescoço, em alusão à Tiradentes, líder da Inconfidência Mineira enforcado pelo movimento contra impostos. No mesmo ano, o Sindilojas BH foi responsável por sediar o 30º Congresso Nacional de Sindicatos Empresariais, recebendo cerca de 2 mil empresários e diversas entidades patronais de todo o país. O tema do evento foi "A inconfidência do comércio".
Em 2020, durante a pandemia da COVID-19, Nadim Donato foi o representante do setor que participou das reuniões com a Prefeitura de Belo Horizonte, na gestão de Alexandre Kalil, para a definição de medidas do funcionamento do comércio.

### Associações
O empresário também foi responsável pela fundação da Associação de Lojistas de Shopping Centers (Aloshopping) e foi vice-presidente da CDL Jovem, órgão complementar da Câmara dos Dirigentes Lojistas de Belo Horizonte (CDL/BH). É membro do Conselho Nacional de Entidades de Shopping Centers e diretor emérito da Associação Comercial de Minas Gerais (ACMinas).